# Sugar (singel Ladytron)
„Sugar” – singel brytyjskiego zespołu muzyki elektronicznej Ladytron, wydany 20 czerwca 2005 roku nakładem wytwórni Island Records. Ukazał się on na płytach gramofonowych 7" i 12", na płycie kompaktowej oraz w wersji elektronicznej.  
„Sugar” pojawił się on już w wersji promocyjnej w 2004 roku. 
Jest to pierwszy singel z trzeciego albumu zespołu Ladytron pn. Witching Hour wydanego 3 października 2005 roku. Producentem singla był Jim Abbiss oraz zespół Ladytron, który był także autorem tekstu piosenek.
Piosenka „Sugar” pojawiła się w serialu Życie na fali (sezon 3., odcinek 6.) i w programie telewizyjnym Wzgórza Hollywood (sezon 3., odcinek 1.), a jego zremiksowana wersja, Jagz Kooner Remix, w grze komputerowej Need for Speed: Carbon.

## Lista utworów
| „Sugar” (CD – Island Records – CID 896) | „Sugar” (CD – Island Records – CID 896) | „Sugar” (CD – Island Records – CID 896) |
| Nr                                      | Tytuł utworu                            | Długość                                 |
| --------------------------------------- | --------------------------------------- | --------------------------------------- |
| 1.                                      | „Sugar”                                 | 2:54                                    |
| 2.                                      | „Tender Talons”                         | 3:30                                    |
| 3.                                      | „Sugar (Jagz Kooner Remix)”             | 5:23                                    |
|                                         |                                         | 11:47                                   |

| „Sugar” (7" – Island Records – IS 896) | „Sugar” (7" – Island Records – IS 896) | „Sugar” (7" – Island Records – IS 896) |
| Nr                                     | Tytuł utworu                           | Długość                                |
| -------------------------------------- | -------------------------------------- | -------------------------------------- |
| 1.                                     | „Sugar”                                |                                        |
| 2.                                     | „Fighting In Built Up Areas”           |                                        |

| „Sugar” (12" – Island Records – 12 IS 896) | „Sugar” (12" – Island Records – 12 IS 896) | „Sugar” (12" – Island Records – 12 IS 896) |
| Nr                                         | Tytuł utworu                               | Długość                                    |
| ------------------------------------------ | ------------------------------------------ | ------------------------------------------ |
| 1.                                         | „Sugar”                                    | 2:50                                       |
| 2.                                         | „Sugar (Archigram Remix)”                  | 6:13                                       |
| 3.                                         | „Sugar (Playgroup Vocal)”                  | 5:09                                       |
| 4.                                         | „Sugar ('M' Ladytronomy Remix)”            | 5:36                                       |
|                                            |                                            | 19:48                                      |

Źródła:

## Teledysk
Teledysk do piosenki „Sugar” opublikowano 23 maja 2005 roku, a jego reżyserem był Andy Roberts. Został on nakręcony w Wielkiej Brytanii.

## Pozycje na listach przebojów
| Organizacja | Lista                     | Najwyższa pozycja | Źr.    |
| ----------- | ------------------------- | ----------------- | ------ |
| OCC         | UK Singles Chart          | 45                | [ 11 ] |
| OCC         | UK Physical Singles Chart | 35                | [ 11 ] |
| OCC         | UK Dance Singles Chart    | 1                 | [ 11 ] |